# Unterstützungskräfte
Die Unterstützungskräfte waren neben den Eingreifkräften und den Stabilisierungskräften eine der drei Kräftekategorien der Bundeswehr. Die Kräftekategorien wurden im Zuge der Transformation der Bundeswehr 2002–2009 eingeführt. Demnach unterschieden sich die Truppenteile der Bundeswehr hinsichtlich Ausrüstung, Verfügbarkeit, Ausbildung und Fähigkeiten. Mit der Neuausrichtung der Bundeswehr ab 2010 entfiel die Kategorisierung.

## Beschreibung
Insgesamt bestanden die Unterstützungskräfte aus 147.000 Soldaten mehrerer Teilstreitkräfte. Dabei waren jedoch auch 39.000 Soldaten erfasst, die eine zivilberufliche Qualifizierung von Berufssoldaten und Soldaten auf Zeit absolvierten. Die Aufgabe der Unterstützungskräfte war die Unterstützung der Eingreif- und Stabilisierungskräfte aller Teilstreitkräfte im Einsatz und in der Einsatzvorbereitung sowie die Sicherung des Grundbetriebs der Bundeswehr. Konkret gehören zu den Aufgaben die Führungsunterstützung, Nachrichtengewinnung, Aufklärung sowie logistische und sanitätsdienstliche Unterstützung einschließlich Geoinformationsdienst, Kampfmittelabwehr und Brandschutz.

## Im Heer
Die Unterstützungskräfte des Heeres hatten eine Mannstärke von 26.000 Soldaten und machten damit etwa ein Viertel des deutschen Heeres aus. Zu den Unterstützungskräften gehörten im Heer:
- Die Fernspählehrkompanie 200 der Division Schnelle Kräfte
- Der deutsche Anteil an den Stäben des Multinationalen Korps und der schnellen Eingreiftruppe der NATO sowie teilweise auch deren untergeordnete Verbände und Einheiten, u. a.:
  - Stab/Unterstützungsbataillon, Führungsunterstützungsbrigade und Fernmeldebataillon des 1. Deutsch-Niederländischen Korps
  - Stab/Unterstützungsbataillon und Fernmeldekompanie des Eurokorps
  - Fernmeldebataillon 610 des Multinationalen Korps Nord-Ost

## In der Streitkräftebasis
Bei der Streitkräftebasis waren die meisten Truppenteile als Unterstützungskräfte klassifiziert. Eine Ausnahme bildeten die Logistikbrigade 1 und das ihr zugeordnete Logistikbataillon 161 in Delmenhorst, das zu den Eingreifkräften gehörte.